# جويل جود
جويل جود (بالإنجليزية: Joel Judd)‏ هو محامي وسياسي أمريكي، ولد في 10 سبتمبر 1951 في دنفر في الولايات المتحدة. حزبياً، نشط في الحزب الديمقراطي. وقد انتخب عضو مجلس نواب كولورادو.